# Federico Sánchez
Federico Sánchez est un gardien international argentin de rink hockey. Il évolue, en 2015, au sein du Richet y Zapata.

## Palmarès
En 2015, il participe au championnat du monde de rink hockey en France.